# 新谷正義
新谷 正義（しんたに まさよし、1975年3月8日 - ）は、日本の政治家、医師。自由民主党所属の衆議院議員（5期）、同経済産業部会長。
衆議院厚生労働委員長、総務副大臣、厚生労働大臣政務官、自民党厚生関係団体委員長、厚生労働部会副部会長、国土交通部会副部会長、青年局次長、組織運動本部団体総局、運輸・交通関係団体委員会　副委員長を歴任。

## 来歴
広島県東広島市生まれ、あおい保育園、東広島市立川上小学校、愛媛県愛光学園高等学校を経て、帝京大学医学部医学科を卒業。2001年3月、国家試験に合格して医師として日本赤十字医療センター入局。2004年に東京大学経済学部学士入学。茨城県鹿嶋市で医療法人晴生会を設立し、鹿嶋市や札幌市に病院を建設。病院長兼理事長を務めた。
2012年に自由民主党が実施した参議院茨城県選挙区の公募で最終審査に残るも予備選で前茨城県副知事の上月良祐に敗れた。
2012年12月に第46回衆議院議員総選挙で自民党から比例北関東ブロック単独で立候補し、比例順位33位と下位ながら自民党大勝の余波を受け初当選。
2014年12月に第47回衆議院議員総選挙で自民党から比例中国ブロック単独20位で立候補し、再選される。
2017年10月に第48回衆議院議員総選挙で、不祥事のため自民党から離党した中川俊直に代わり、広島4区で3選される。
2018年10月に第4次安倍改造内閣で厚生労働政務官。
2020年9月18日に菅義偉内閣で総務副大臣（担務は情報通信、放送行政、郵政行政、行政管理）。
2021年10月31日に第49回衆議院議員総選挙で広島4区で4選される。
2024年10月27日に第50回衆議院議員総選挙で、小選挙区の区割り変更に伴い比例中国ブロック単独1位で5選される。同年11月15日に自由民主党経済産業部会長。

## 政策

### 西日本豪雨への対応
- 2018年7月西日本豪雨を受けて、「地域の皆さんが復旧・復興に全力で取り組めるよう、生活なりわいが元通りになるよう、未来に希望が持てるようバックアップしていく」とし、特定非常災害と激甚災害の早期指定に取り組んだ[11]。
- 東広島市等の土石流発生被害に対して、新谷は防災対策では砂防ダムの整備などのハードと市民の防災意識のソフトを一体として取組むことが重要と東広島市の高垣広徳市長との対談で語っている[12]。

### 地域医療の再生
- 人口の高齢化に対して医療の需要が高まることに対して新谷は医師偏在の解消、地域医療や介護の確保に全力で取り組むとし「国民の安心安全な暮らしに欠かすことのできない地域医療はしっかりと守っていかなければなりません」と話している[13]。
- 2018年、「2040年を展望した社会保障・働き方改革本部」に政務官として参加。（１）多様な就労・社会参加の環境整備、（２）健康寿命の延伸、（３）医療・福祉サービス改革を挙げた[14]。

### 子育て支援
- 2019年10月に予定する障害福祉人材の処遇改善について「障害福祉サービス等報酬改定検討チーム」に主査として議論を始め、従来は処遇改善の対象職種を福祉・介護職員に限定していたものを、看護職員や相談支援専門員など現在は対象外の職種にも充てられる柔軟な運用を認められるようにとの考えを発表した[15]。
- 待機児童問題では「認可外施設を利用せざるを得ない方がいる。施設が基準に適合するよう支援していく」と説明。幼児教育・保育無償化の対象施設で保育の質を確保する計画を立てている[16]。

### 新型コロナウイルス感染症対策
- 2020年（令和2年）に流行した新型コロナウイルスの対策として、内科医として「正しい手洗い・うがい・マスクの使用を継続的に行ってほしい」と語る[17]。

## 総務副大臣として
2021年に愛光高校の先輩にあたる谷脇康彦総務審議官らが絡む東北新社役職員による総務省幹部接待問題の発覚を受け、当初総務省内に立ち上げられた有識者による検証委員会でトップに就くと発表されたが、その後第三者のみで委員会を構成することに変更された。

## 人物・エピソード
- 父に医療法人グループ葵会理事長の新谷幸義。母も医師の新谷正子。本人は次男で葵会理事を兼任[21]。
- 趣味は音楽鑑賞、読書。愛読書は、ローマ人の物語、歴史小説など[21]。

## 主な所属団体・議員連盟
- 海洋国日本の災害医療の未来を考える議員連盟　副幹事
- 成育医療等基本法成立に向けた議員連盟　事務局総長
- 自民党国宝・重文を護る会　事務局次長
- 認知症医療の充実を推進する議員の会　事務局次長
- 医師養成の過程から医師偏在是正を求める議員連盟　幹事
- 自民党たばこ議員連盟[22]
- 自民党タクシー・ハイヤー議員連盟
- 自民党バス議員連盟
- 自治体病院議員連盟
- 町村の振興を考える会
- 外国人技能実習制度の活用を推進する議員連盟
- 海事振興議員連盟
- 行政書士制度推進議員連盟
- 原子爆弾被爆者救済を進める議員連盟
- 学校耐震化・設備等促進議員連盟
- 全国保育関係議員連盟
- 測量設計議員連盟
- トラック輸送振興議員連盟
- 賃貸住宅対策議員連盟
- 日本台湾経済文化交流を促進する若手議員の会
- 日本会議国会議員懇談会[23]
- 神道政治連盟国会議員懇談会[23]
- みんなで靖国神社に参拝する国会議員の会[23]
- TPP交渉における国益を守り抜く会
- 医師国会議員の会

## 選挙歴
| 当落 | 選挙                   | 執行日         | 年齢 | 選挙区             | 政党       | 得票数    | 得票率 | 定数 | 得票順位 /候補者数 | 政党内比例順位 /政党当選者数 |
| ---- | ---------------------- | -------------- | ---- | ------------------ | ---------- | --------- | ------ | ---- | ------------------ | ---------------------------- |
| 当   | 第46回衆議院議員総選挙 | 2012年12月16日 | 37   | 比例北関東ブロック | 自由民主党 | ーー票    | ーー   | 20   | /                  | 33/6                         |
| 当   | 第47回衆議院議員総選挙 | 2014年12月14日 | 39   | 比例中国ブロック   | 自由民主党 | ーー票    | ーー   | 11   | /                  | 20/5                         |
| 当   | 第48回衆議院議員総選挙 | 2017年10月22日 | 42   | 広島県第4区        | 自由民主党 | 6万4911票 | 43.64% | 1    | 1/6                | /                            |
| 当   | 第49回衆議院議員総選挙 | 2021年10月31日 | 46   | 広島県第4区        | 自由民主党 | 7万8253票 | 48.30% | 1    | 1/4                | /                            |
| 当   | 第50回衆議院議員総選挙 | 2024年10月27日 | 49   | 比例中国ブロック   | 自由民主党 | ーー票    | ーー   | 10   | /                  | 1/5                          |